# Neper (ägyptische Mythologie)

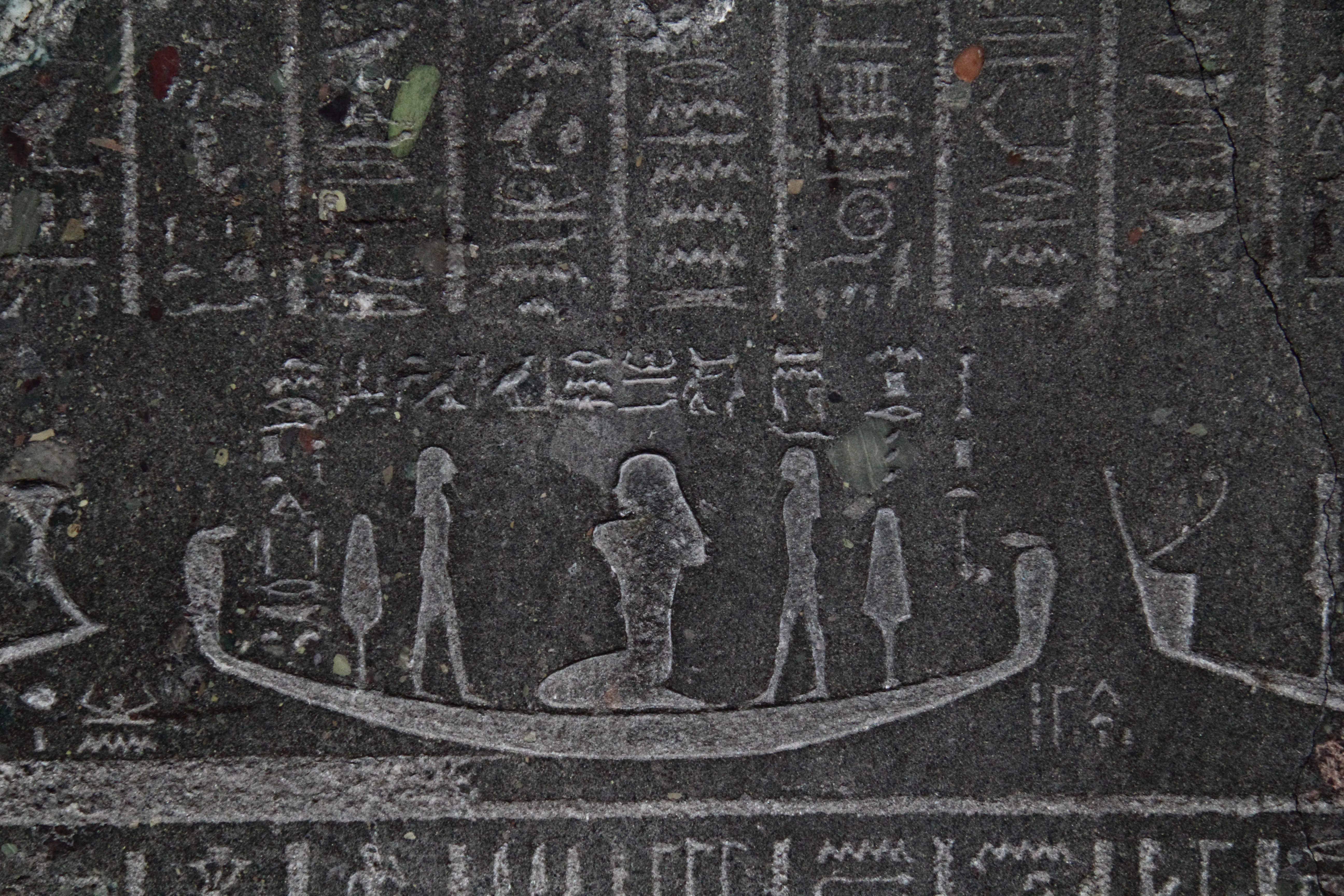
Auftritt des Korngottes Neper in der 2. Nachtstunde des Unterweltsbuches Amduat, hier dargestellt auf dem Sarg des Königs Nektanebos II.

Neper war der altägyptische Gott des Getreides. In der ägyptischen Mythologie gilt er in seiner Totengott-Funktion als Sohn der Renenutet. 
Nepers Verehrung sollte vor allem für ertragreiche Ernten von Weizen und Gerste sorgen. Mit seinen weiteren Titeln Qema-Neper als Erschaffer des Getreides und Secheper-wahit als Erschaffer der Kornfülle trat Neper auch in der Erscheinungsform des Osiris auf.
Sein Geburtstag des 1. Schemu I fiel auf den Beginn des Renenutet-Festes. Im Grab des Scheunenvorstehers Chaemhet (TT57) ist eine Inschrift aus der Zeit des Amenophis III. zu Ehren Nepers bezeugt: „Alle schönen und reinen Dinge Renenutet, der Herrin der Scheune, opfern am 1. Schemu I, diesem Tage der Geburt des Neper.“ 
Im Neuen Reich ist erstmals seine Gemahlin Nepit auf einer Stele des Sethos I. als Gleichsetzung der Renenutet belegt.